# Glénay
Glénay (prononcé [glenɛ]) est une commune du Centre-Ouest de la France située dans le département des Deux-Sèvres, en région Nouvelle-Aquitaine. Ses habitants sont appelés les Glénéens.
La commune fait partie de la communauté de communes du Thouarsais. Située dans le nord du département entre le Bocage bressuirais et la Gâtine poitevine, elle est arrosée par le Thouaret dans un paysage vallonné. Elle possède un patrimoine historique, comme son château et son église, tous deux classés.

## Géographie

### Localisation

Localisation de Glénay dans le canton de Saint-Varent (Deux-Sèvres).

La commune de Glénay s'étend sur plus de 20 km2. Elle est située à une vingtaine de kilomètres au nord est de Bressuire, à une dizaine de kilomètres à l'ouest d'Airvault et à une vingtaine de kilomètres au sud de Thouars.

### Communes limitrophes
|                | Saint-Varent | Saint-Generoux |
| Pierrefitte    | Glénay       | Airvault       |
| Faye-l'Abbesse | Boussais     |                |

### Géologie et relief
La superficie de la commune est de 2 114 hectares, l'altitude varie entre 87 et 170 mètres.
Le bourg est situé au bord du Thouaret à 109 mètres d'altitude. Le point culminant de la commune se situe dans le bois de Beaumont à 170 mètres d'altitude.
Le territoire communal est situé sur un sous-sol composé, pour la partie nord de leucogranites et pour la partie sud de migmatites. À l'extrême est de la commune, sur le hameau de Soussigny, on trouve un sous-sol d'alluvions. Les sous-sol du hameau de Biard et du bois de Beaumont sont composés d'argile blanche. On pourra noter aussi la présence d'amphibolite près du château visible de la route.
Un terril (crassier) d'une hauteur d'environ 135 m est situé dans la plaine des Justices. Il est constitué des résidus de la carrière de la Noubleau sur la commune de Saint-Varent, ce qui donne à cette partie du territoire un aspect vallonné assez marqué.

### Hydrographie

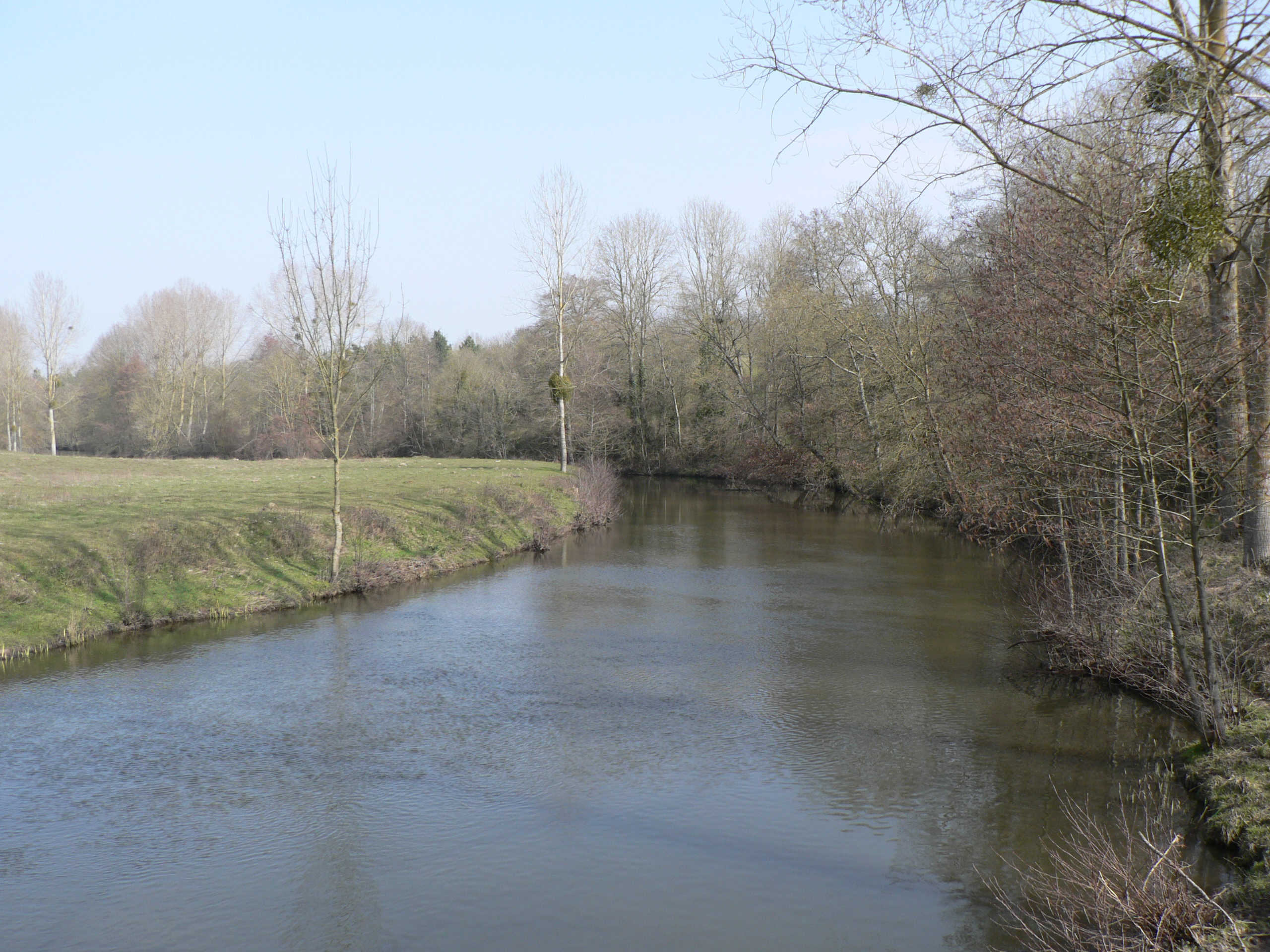
Le Thouaret vu du pont du moulin.

Une rivière, le Thouaret parcourt la commune du sud vers le nord. Elle est alimentée par de petits ruisseaux, dont le Mignonnet au sud du territoire.

### Voies de communication et transports
Plusieurs axes routiers desservent la commune, dont la D 938 (la Sèvrienne) qui dessert Saumur, Thouars, Parthenay et Niort. Des lignes de transport scolaire desservent le bourg et les hameaux.

### Climat
Le climat qui caractérise la commune est qualifié, en 2010, de « climat océanique altéré », selon la typologie des climats de la France qui compte alors huit grands types de climats en métropole. En 2020, la commune ressort du même type de climat dans la classification établie par Météo-France, qui ne compte désormais, en première approche, que cinq grands types de climats en métropole. Il s’agit d’une zone de transition entre le climat océanique, le climat de montagne et le climat semi-continental. Les écarts de température entre hiver et été augmentent avec l'éloignement de la mer. La pluviométrie est plus faible qu'en bord de mer, sauf aux abords des reliefs.
Les paramètres climatiques qui ont permis d’établir la typologie de 2010 comportent six variables pour les températures et huit pour les précipitations, dont les valeurs correspondent à la normale 1971-2000. Les sept principales variables caractérisant la commune sont présentées dans l'encadré ci-après.
| Paramètres climatiques communaux sur la période 1971-2000 - Moyenne annuelle de température : 11,7 °C - Nombre de jours avec une température inférieure à −5 °C : 2 j - Nombre de jours avec une température supérieure à 30 °C : 5,5 j - Amplitude thermique annuelle : 14,7 °C - Cumuls annuels de précipitation : 738 mm - Nombre de jours de précipitation en janvier : 11,7 j - Nombre de jours de précipitation en juillet : 6,7 j |

Avec le changement climatique, ces variables ont évolué. Une étude réalisée en 2014 par la Direction générale de l'Énergie et du Climat complétée par des études régionales prévoit en effet que la température moyenne devrait croître et la pluviométrie moyenne baisser, avec toutefois de fortes variations régionales. La station météorologique de Météo-France installée sur la commune et mise en service en 1959 permet de connaître en continu l'évolution des indicateurs météorologiques. Le tableau détaillé pour la période 1981-2010 est présenté ci-après.
| Mois                                  | jan.             | fév.             | mars           | avril         | mai           | juin          | jui.          | août           | sep.          | oct.            | nov.            | déc.             | année      |
| ------------------------------------- | ---------------- | ---------------- | -------------- | ------------- | ------------- | ------------- | ------------- | -------------- | ------------- | --------------- | --------------- | ---------------- | ---------- |
| Température minimale moyenne (°C)     | 1,9              | 1,6              | 3,4            | 5             | 8,7           | 11,6          | 13,4          | 13,1           | 10,5          | 8,4             | 4,4             | 2,5              | 7,1        |
| Température moyenne (°C)              | 5,1              | 5,6              | 8,5            | 10,7          | 14,7          | 18,1          | 20,2          | 20,1           | 16,9          | 13,1            | 8,2             | 5,5              | 12,3       |
| Température maximale moyenne (°C)     | 8,2              | 9,6              | 13,5           | 16,4          | 20,7          | 24,6          | 27,1          | 27,1           | 23,3          | 17,9            | 12              | 8,6              | 17,5       |
| Record de froid (°C) date du record   | −16,2 17.01.1987 | −17,8 04.02.1963 | −11,8 01.03.05 | −5 04.04.1973 | −2 08.05.1974 | 2 02.06.1962  | 5 08.07.1969  | 2,4 31.08.1986 | −1 30.09.1972 | −5,1 30.10.1997 | −9,2 23.11.1993 | −14,3 30.12.1985 | −17,8 1963 |
| Record de chaleur (°C) date du record | 17,4 24.01.16    | 22,8 15.02.1998  | 25,9 19.03.05  | 31,1 30.04.05 | 34,8 29.05.01 | 38,8 22.06.03 | 40,2 23.07.19 | 41,9 10.08.03  | 35,7 14.09.20 | 30 01.10.1997   | 23,1 08.11.15   | 18,5 07.12.00    | 41,9 2003  |
| Précipitations (mm)                   | 63,5             | 46,3             | 45,7           | 55,9          | 53,7          | 40,7          | 45,4          | 40,9           | 52,1          | 72,8            | 67              | 67,6             | 651,6      |

## Urbanisme

### Typologie
Au 1er janvier 2024, Glénay est catégorisée commune rurale à habitat dispersé, selon la nouvelle grille communale de densité à sept niveaux définie par l'Insee en 2022.
Elle est située hors unité urbaine. Par ailleurs la commune fait partie de l'aire d'attraction de Thouars, dont elle est une commune de la couronne,. Cette aire, qui regroupe 26 communes, est catégorisée dans les aires de moins de 50 000 habitants,.

### Occupation des sols
L'occupation des sols de la commune, telle qu'elle ressort de la base de données européenne d’occupation biophysique des sols Corine Land Cover (CLC), est marquée par l'importance des territoires agricoles (86,1 % en 2018), en diminution par rapport à 1990 (87,1 %). La répartition détaillée en 2018 est la suivante :
terres arables (45,7 %), zones agricoles hétérogènes (33,8 %), forêts (9,2 %), prairies (6,6 %), milieux à végétation arbustive et/ou herbacée (2,9 %), zones urbanisées (1,7 %), mines, décharges et chantiers (0,1 %). L'évolution de l’occupation des sols de la commune et de ses infrastructures peut être observée sur les différentes représentations cartographiques du territoire : la carte de Cassini (XVIIIe siècle), la carte d'état-major (1820-1866) et les cartes ou photos aériennes de l'IGN pour la période actuelle (1950 à aujourd'hui).

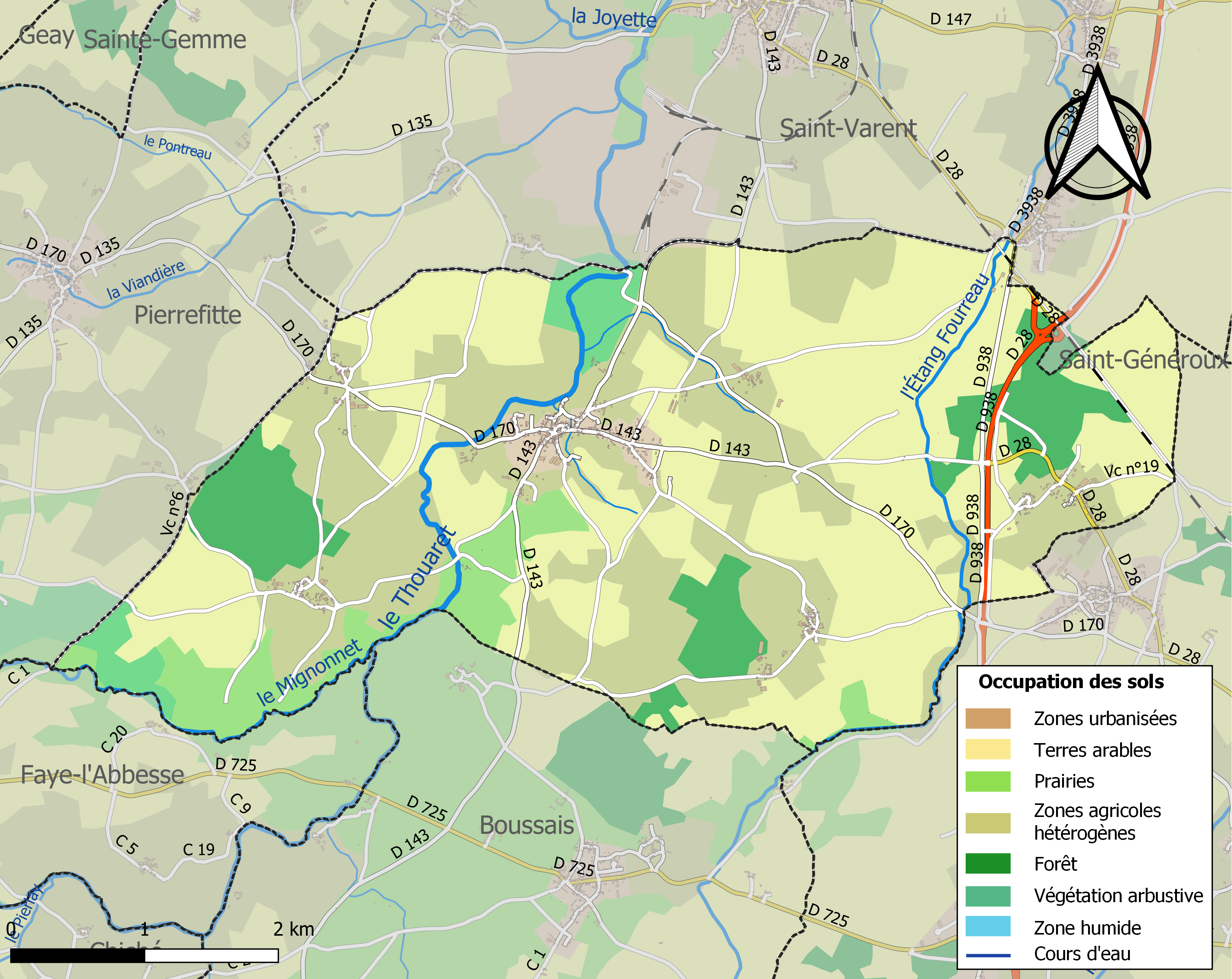
Carte des infrastructures et de l'occupation des sols de la commune en 2018 (CLC).

### Morphologie Urbaine
Le village composée d'un bourg, situé au centre du territoire de la commune et de plusieurs hameaux distincts : Soussigny, Biard, Valigny et Beaumont. Le hameau de Soussigny est le plus éloigné du bourg (4 km environ). Orbigny est un hameau jouxtant immédiatement le bourg à l'est.

### Logements
En 2009, le nombre total de logements dans la commune était de 259, alors qu'il était de 235 en 1999.
Parmi ces logements, 82,4 % étaient des résidences principales, 10,0 % des résidences secondaires et 7,6 % des logements vacants. Ces logements étaient pour 99,6 % d'entre eux des maisons individuelles et pour 0,4 % des appartements.
La proportion des résidences principales, propriétés de leurs occupants était de 87,9 %, en légère augmentation par rapport à 1999 (85,1 %).

### Risques majeurs
Le territoire de la commune de Glénay est vulnérable à différents aléas naturels : météorologiques (tempête, orage, neige, grand froid, canicule ou sécheresse), inondations, mouvements de terrains et séisme (sismicité modérée). Il est également exposé à un risque technologique, le transport de matières dangereuses, et à un risque particulier : le risque de radon. Un site publié par le BRGM permet d'évaluer simplement et rapidement les risques d'un bien localisé soit par son adresse soit par le numéro de sa parcelle.

#### Risques naturels
Certaines parties du territoire communal sont susceptibles d’être affectées par le risque d’inondation par débordement de cours d'eau, notamment le Thouaret, le Mignonnet et l'Étang Fourreau. La commune a été reconnue en état de catastrophe naturelle au titre des dommages causés par les inondations et coulées de boue survenues en 1983, 1999 et 2010,.

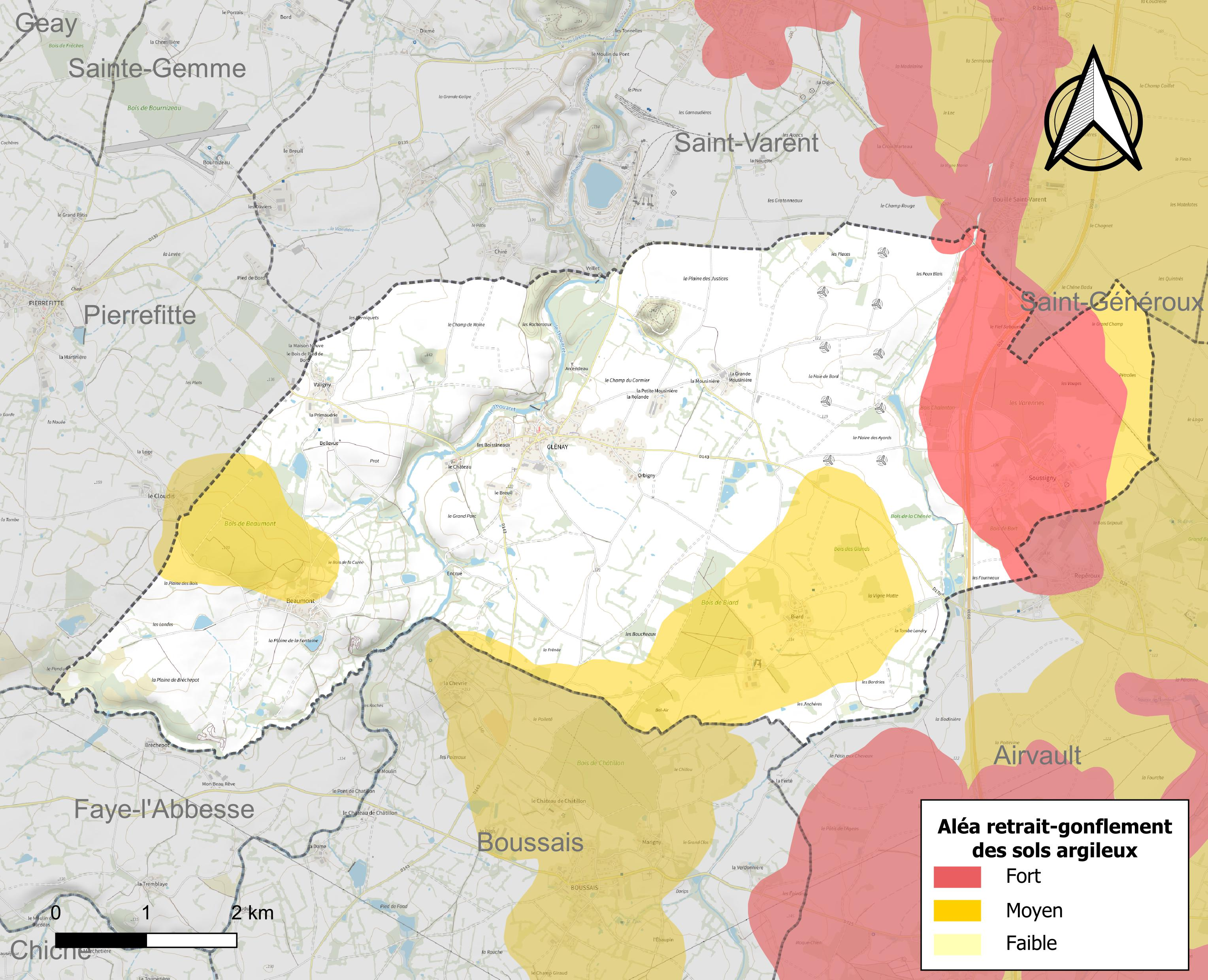
Carte des zones d'aléa retrait-gonflement des sols argileux de Glénay.

Les mouvements de terrains susceptibles de se produire sur la commune sont des tassements différentiels. Le retrait-gonflement des sols argileux est susceptible d'engendrer des dommages importants aux bâtiments en cas d’alternance de périodes de sécheresse et de pluie. 30,4 % de la superficie communale est en aléa moyen ou fort (54,9 % au niveau départemental et 48,5 % au niveau national). Depuis le 1er octobre 2020, en application de la loi ELAN, différentes contraintes s'imposent aux vendeurs, maîtres d'ouvrages ou constructeurs de biens situés dans une zone classée en aléa moyen ou fort,.
La commune a été reconnue en état de catastrophe naturelle au titre des dommages causés par des mouvements de terrain en 1999 et 2010.

#### Risque particulier
Dans plusieurs parties du territoire national, le radon, accumulé dans certains logements ou autres locaux, peut constituer une source significative d’exposition de la population aux rayonnements ionisants. Selon la classification de 2018, la commune de Glénay est classée en zone 3, à savoir zone à potentiel radon significatif.

## Toponymie
L'origine du nom Glénay semble venir du celtique « glenn » : vallée.
Le premier écrit relatant du nom « Glenacio » date de 1110, traduit en latin par « Glennacum » se trouve dans le capitulaire de l'église Saint-Laon de Thouars. La forme « Glenayo' » apparaît aussi dans le Cartulaire de l'évêché de Poitiers. La forme « Glenais' » apparaît sur des documents de 1824, lors de réparations de l'église. « Glenay' » semble donc utilisé depuis la fin du XIIIe siècle.

## Histoire

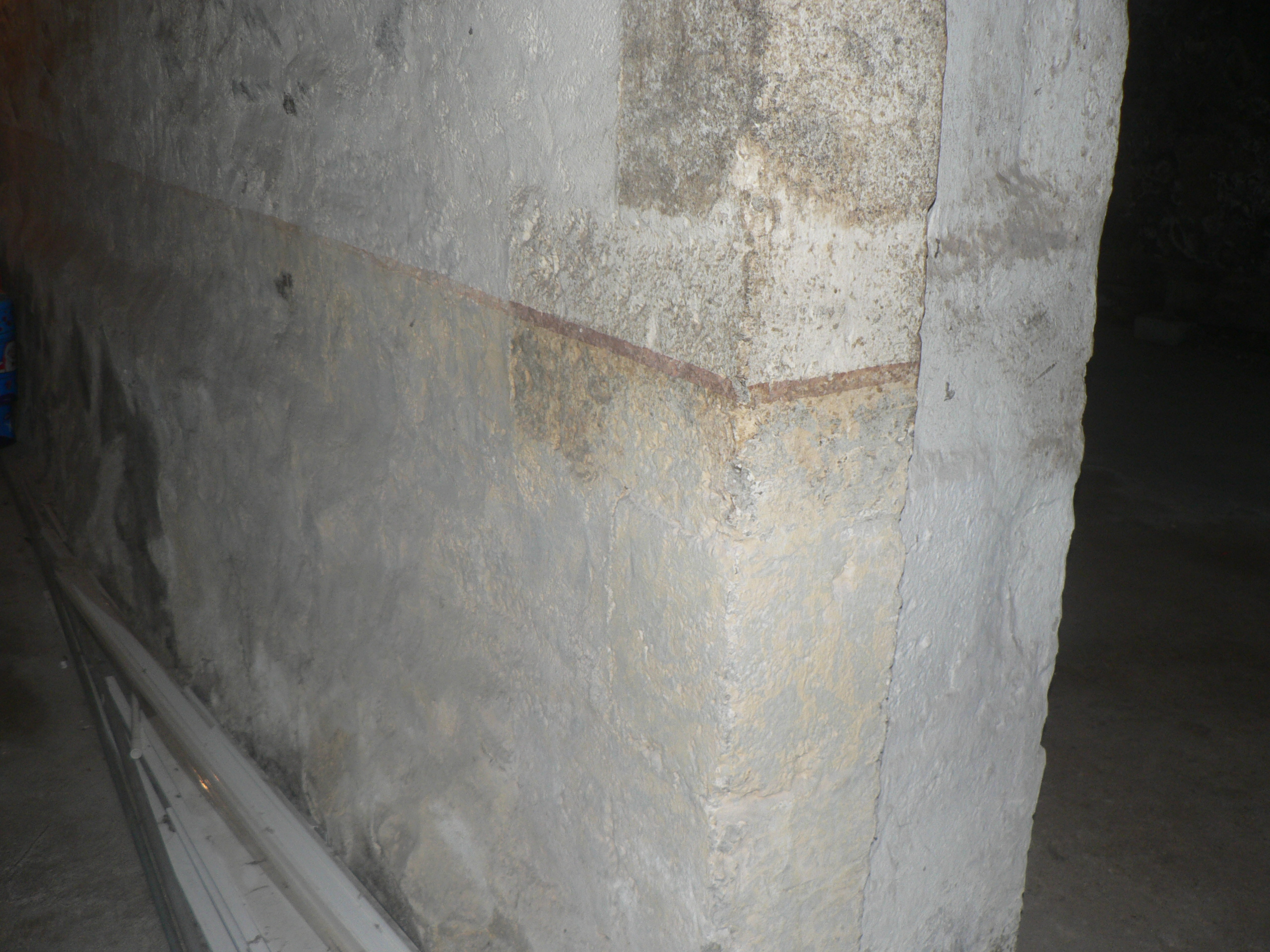
Mur romain.

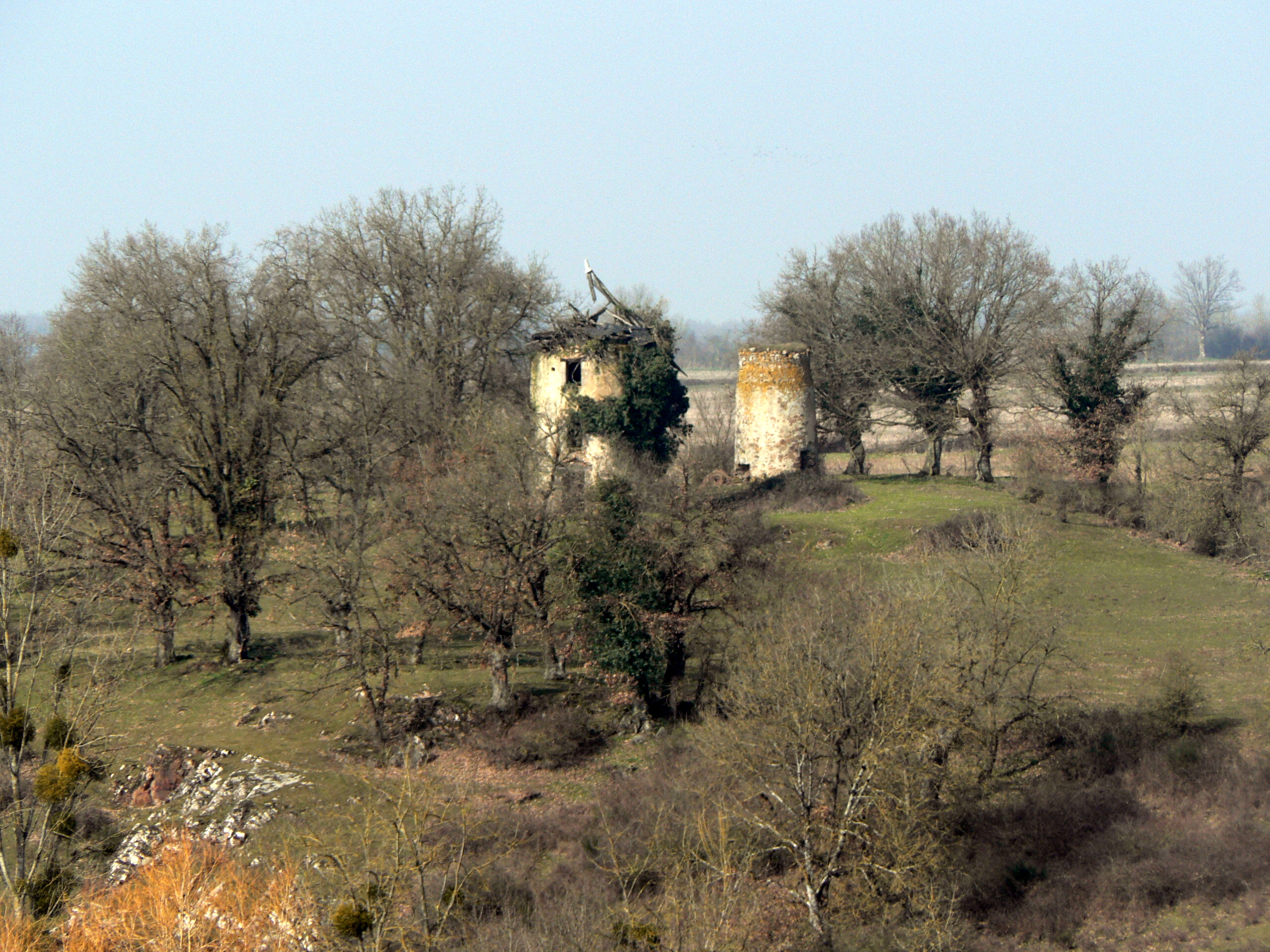
Ruines de moulins.

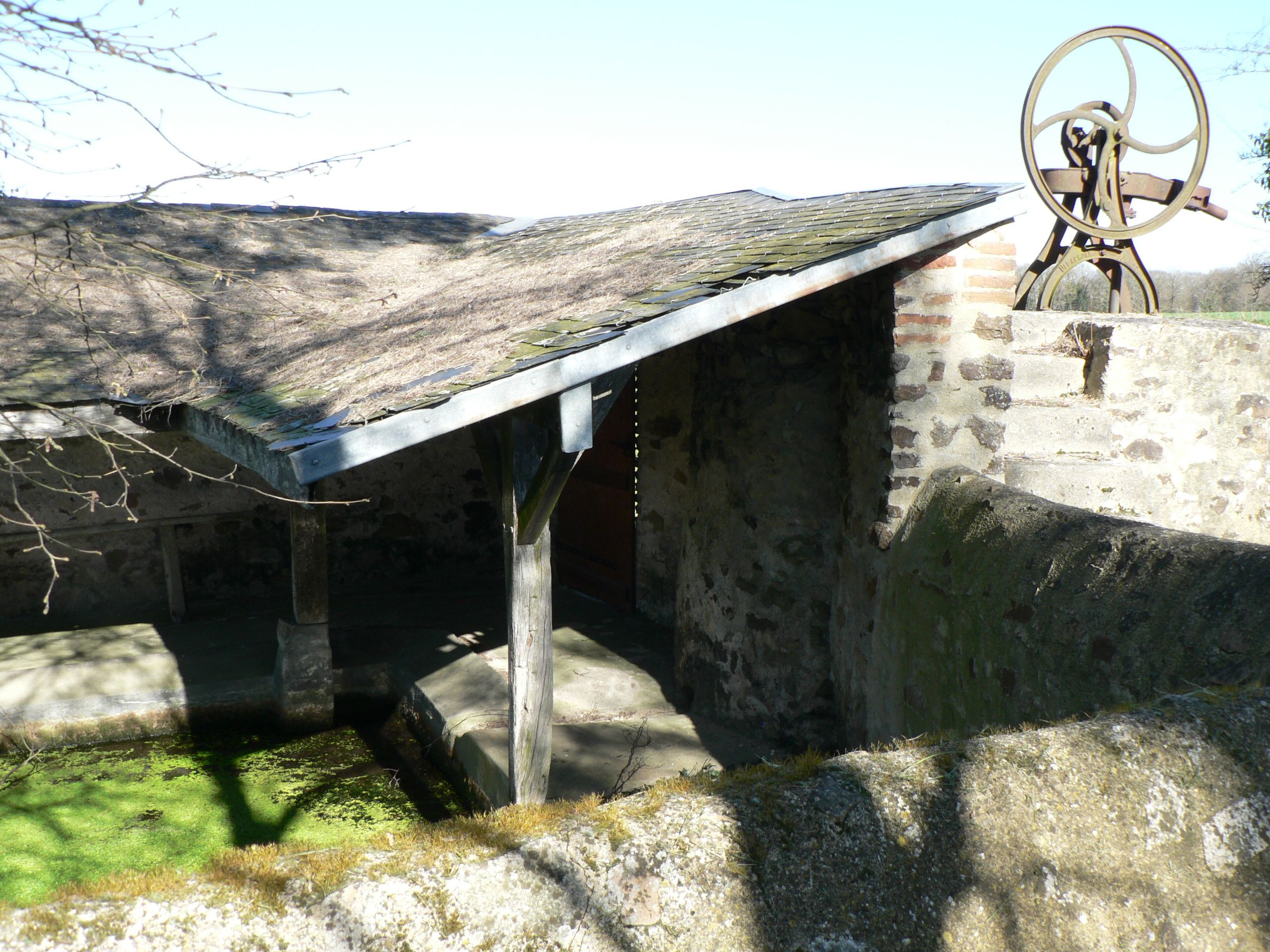
Lavoir sur retenue de Biard.

### Les origines
Des fouilles archéologiques à l'est de la commune ont mis au jour des vestiges et sur plusieurs époques, du VIe siècle au Xe siècle. De plus, un tumulus non daté découvert en 1987 sur le hameau de Beaumont semble indiquer une présence de populations anciennes. La villa Glennacum s'étendait sur une grande partie du territoire actuel avant l'époque mérovingienne jusqu'au début du XIe siècle. Des fouilles effectuées en 1943 à l'ouest de l'église ont mis au jour des murs en maçonnerie romaine aujourd'hui recouverts par une habitation.

### Le Moyen-Âge
Situé à la croisée de plusieurs routes reliant Airvault à Bressuire et Thouars à Parthenay, cette situation géographique était idéale pour le négoce et l'agriculture au cours du Moyen Âge. Bâti sur les fondations d'une maison forte, le château fut de nombreuses fois attaqué et détruit partiellement durant les guerres du  XIIIe siècle.
Le bourg était sous la protection du seigneur de Glénay. En 1386, le seigneur Jean de Beaumont, décida la rénovation du château ainsi que de la fortification de l'église Saint-Martin.
François Rabelais fait allusion à Glenay, dans le Cinquième Livre, à travers le personnage Braguibus, ermite de l'ile Sonnante.

### De l'Époque moderne à nos jours

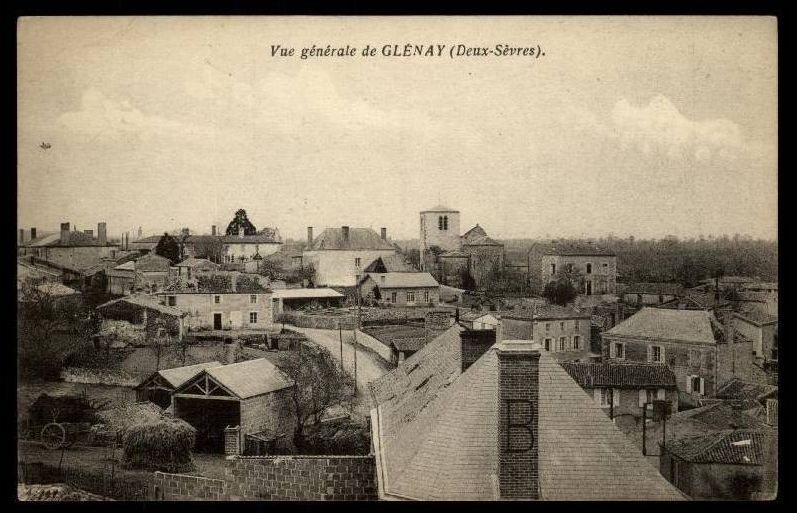
Vue du Bourg (début XXe siècle).

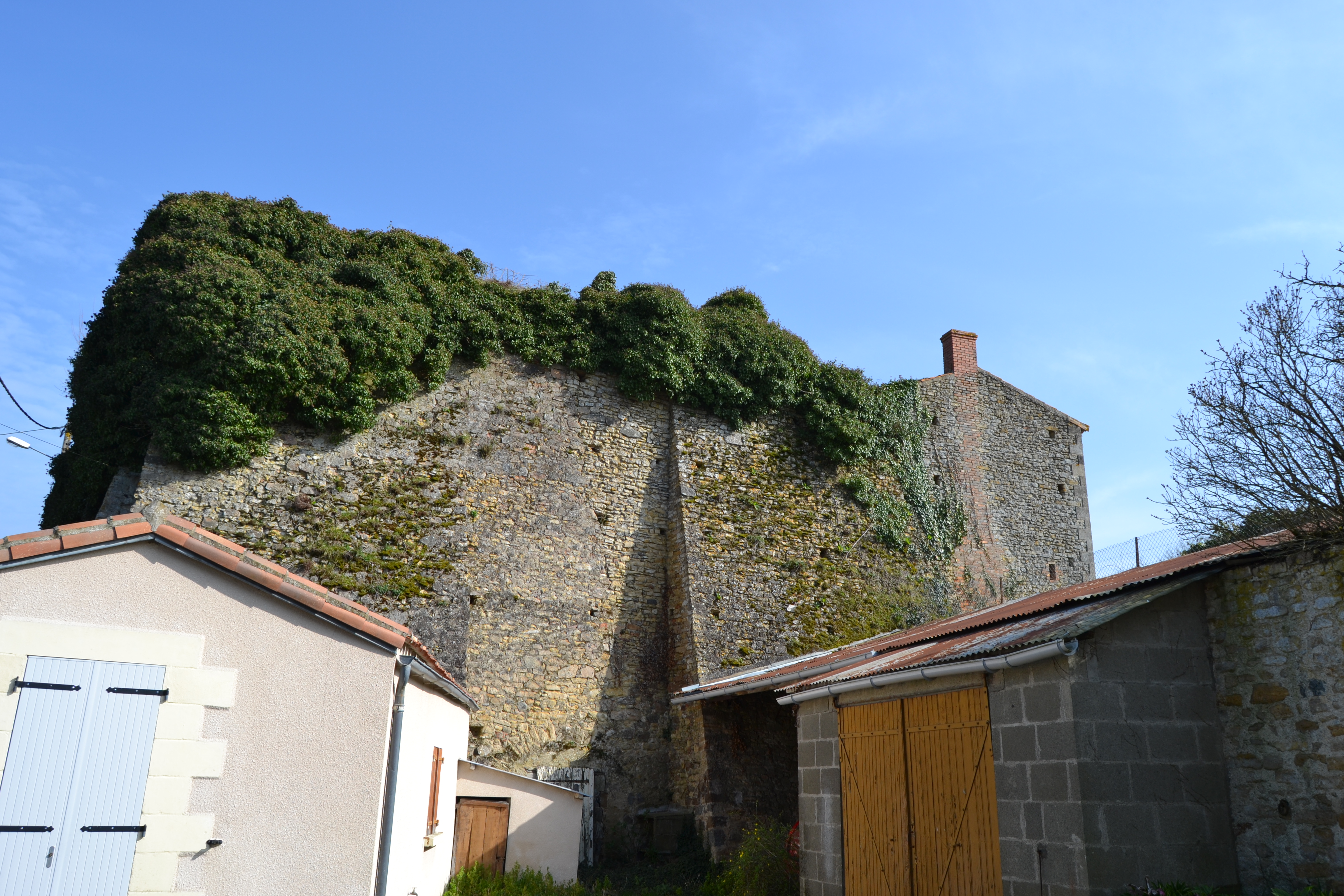
Four à chaux.

Glénay a vécu durant le XVIIe siècle au rythme des changements des propriétaires et seigneurs du château, dont les Vignerot de Pontcourlay, intimes du cardinal de Richelieu. Ce dernier ayant passé quelques mois en villégiature au château.
René Vignerot de Pontcourlay et son épouse, Mme Françoise du Plessis, sont enterrés dans le caveau familial de l'église Saint-Martin de Glenay. Les deux sculptures mortuaires ont été déplacées dans le château au cours du XXe siècle. Leur fille, Marie-Madeleine de Vignerot d'Aiguillon quittera le village en 1616 à la mort de sa mère.
Plusieurs moulins, à vent et à eau, situés sur la commune indiquent une activité de minoterie importante jusqu'au début du XXe siècle. De même pour les vignes, dont certaines sont encore visibles depuis la route du Breuil. Plusieurs pressoirs existent encore dans certaines vieilles bâtisses et attestent d'une activité vinicole importante.
En 1882, une usine de chaux a été construite en face de l'école actuelle. Le four est massif et haut de près de 20 m. L'usine a fermé ses portes en 1930. Elle est aujourd'hui inscrite à l'inventaire général du patrimoine culturel.
Au XXe siècle, la Première Guerre mondiale a coûté la vie à 16 natifs du village. Durant la guerre 39-45, 4 habitants de la commune sont morts au combat. La liste de ces hommes est inscrite sur le monument aux morts du village, situé sur la place du bourg en face de l'église.

## Politique et administration

### Administration municipale
Le nombre d'habitants de la commune étant compris entre 500 et 1 499 au dernier recensement, le nombre de membres du conseil municipal est de 15.

### Liste des maires

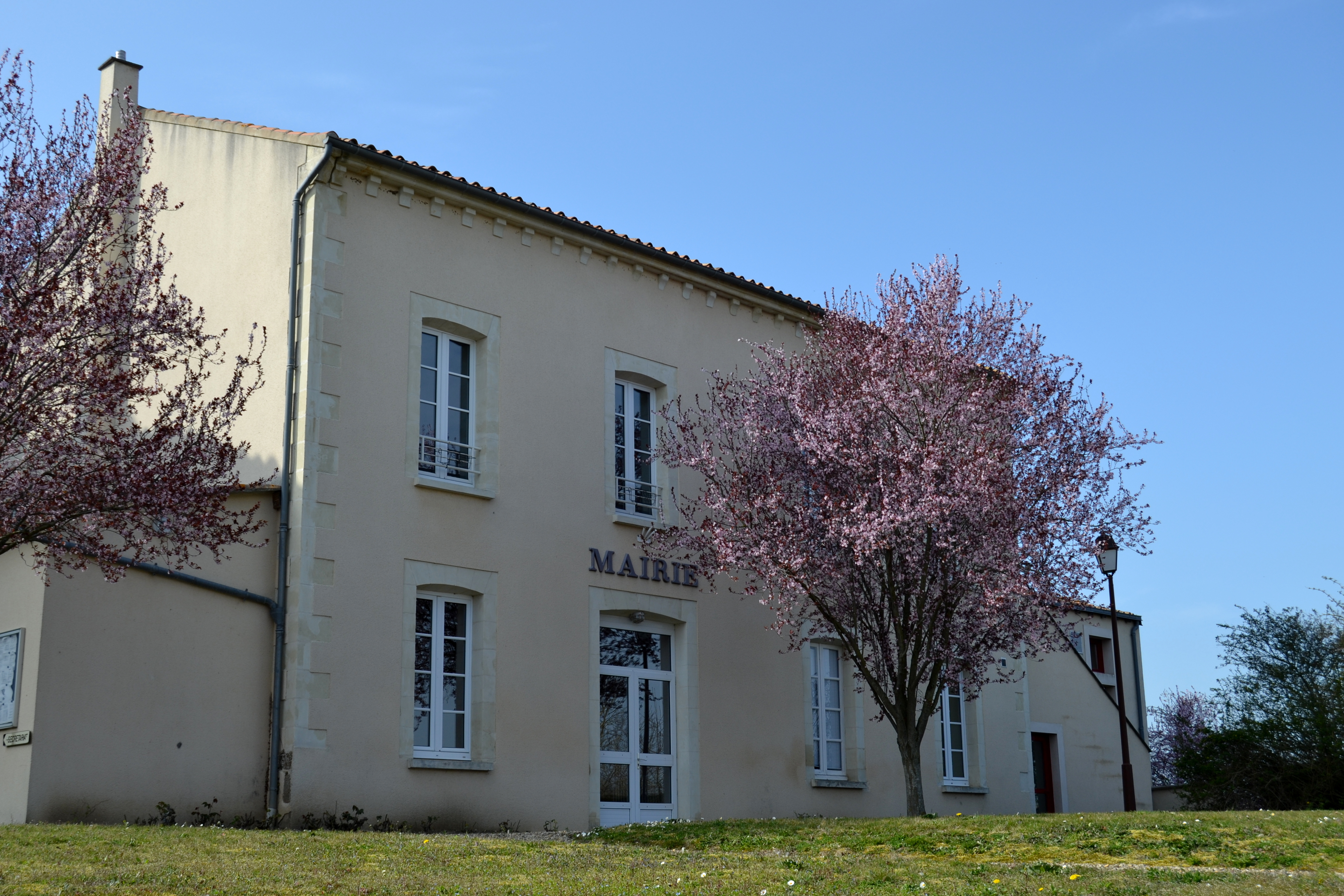
Mairie de Glenay (face est).

| Période                                  | Période       | Identité           | Étiquette | Qualité               |
| ---------------------------------------- | ------------- | ------------------ | --------- | --------------------- |
| Les données manquantes sont à compléter. |               |                    |           |                       |
| 1873                                     | 1876          | François Rigaudeau |           |                       |
| 1876                                     | 1880          | René Rabouant      |           |                       |
| 1881                                     | 1906          | Omer Réau          |           |                       |
| 1906                                     | mai 1912      | Clément Brit       |           |                       |
| 1947                                     | 1977          | Arthur Verlon      | CNI       |                       |
| mars 2001                                | décembre 2005 | Claude Bernard     |           | Chef d'entreprise     |
| décembre 2005                            | avril 2014    | Louis Lavaud       |           | Transporteur          |
| avril 2014                               | juin 2020     | David Baptiste     |           | Agriculteur           |
| juin 2020                                | En cours      | Chloé Boisson      |           | Promotrice des Ventes |

### Jumelages
Au 1er mars 2014, Glénay n'est jumelée avec aucune autre commune.

## Population et Société

### Démographie

#### Évolution démographique
L'évolution du nombre d'habitants est connue à travers les recensements de la population effectués dans la commune depuis 1793. Pour les communes de moins de 10 000 habitants, une enquête de recensement portant sur toute la population est réalisée tous les cinq ans, les populations de référence des années intermédiaires étant quant à elles estimées par interpolation ou extrapolation. Pour la commune, le premier recensement exhaustif entrant dans le cadre du nouveau dispositif a été réalisé en 2007.

En 2022, la commune comptait 539 habitants, en évolution de −5,11 % par rapport à 2016 (Deux-Sèvres : +0,18 %, France hors Mayotte : +2,11 %).
| 1793 | 1800 | 1806 | 1821 | 1831 | 1836 | 1841 | 1846 | 1851 |
| ---- | ---- | ---- | ---- | ---- | ---- | ---- | ---- | ---- |
| 577  | 521  | 641  | 570  | 569  | 529  | 581  | 573  | 594  |

| 1856 | 1861 | 1866 | 1872 | 1876 | 1881 | 1886 | 1891 | 1896 |
| ---- | ---- | ---- | ---- | ---- | ---- | ---- | ---- | ---- |
| 601  | 649  | 670  | 655  | 648  | 674  | 684  | 729  | 707  |

| 1901 | 1906 | 1911 | 1921 | 1926 | 1931 | 1936 | 1946 | 1954 |
| ---- | ---- | ---- | ---- | ---- | ---- | ---- | ---- | ---- |
| 665  | 685  | 653  | 583  | 586  | 599  | 606  | 611  | 614  |

| 1962 | 1968 | 1975 | 1982 | 1990 | 1999 | 2006 | 2007 | 2012 |
| ---- | ---- | ---- | ---- | ---- | ---- | ---- | ---- | ---- |
| 636  | 622  | 515  | 549  | 526  | 499  | 517  | 520  | 561  |

| 2017 | 2022 | - | - | - | - | - | - | - |
| ---- | ---- | - | - | - | - | - | - | - |
| 569  | 539  | - | - | - | - | - | - | - |

#### Pyramide des âges
En 2018, le taux de personnes d'un âge inférieur à 30 ans s'élève à 30,6 %, soit en dessous de la moyenne départementale (31,9 %). À l'inverse, le taux de personnes d'âge supérieur à 60 ans est de 30,6 % la même année, alors qu'il est de 30,0 % au niveau départemental.
En 2018, la commune comptait 296 hommes pour 273 femmes, soit un taux de 52,02 % d'hommes, largement supérieur au taux départemental (48,95 %).
Les pyramides des âges de la commune et du département s'établissent comme suit.
| Hommes | Classe d’âge | Femmes |
| ------ | ------------ | ------ |
| 1,7    | 90 ou +      | 1,8    |
| 7,8    | 75-89 ans    | 10,3   |
| 20,6   | 60-74 ans    | 19,0   |
| 19,3   | 45-59 ans    | 22,3   |
| 19,3   | 30-44 ans    | 16,8   |
| 9,8    | 15-29 ans    | 12,5   |
| 21,6   | 0-14 ans     | 17,2   |

| Hommes | Classe d’âge | Femmes |
| ------ | ------------ | ------ |
| 1,1    | 90 ou +      | 2,5    |
| 8,6    | 75-89 ans    | 11,1   |
| 18,8   | 60-74 ans    | 19,5   |
| 20,9   | 45-59 ans    | 20,4   |
| 17,3   | 30-44 ans    | 17     |
| 15,6   | 15-29 ans    | 13,3   |
| 17,7   | 0-14 ans     | 16,2   |

### Enseignement

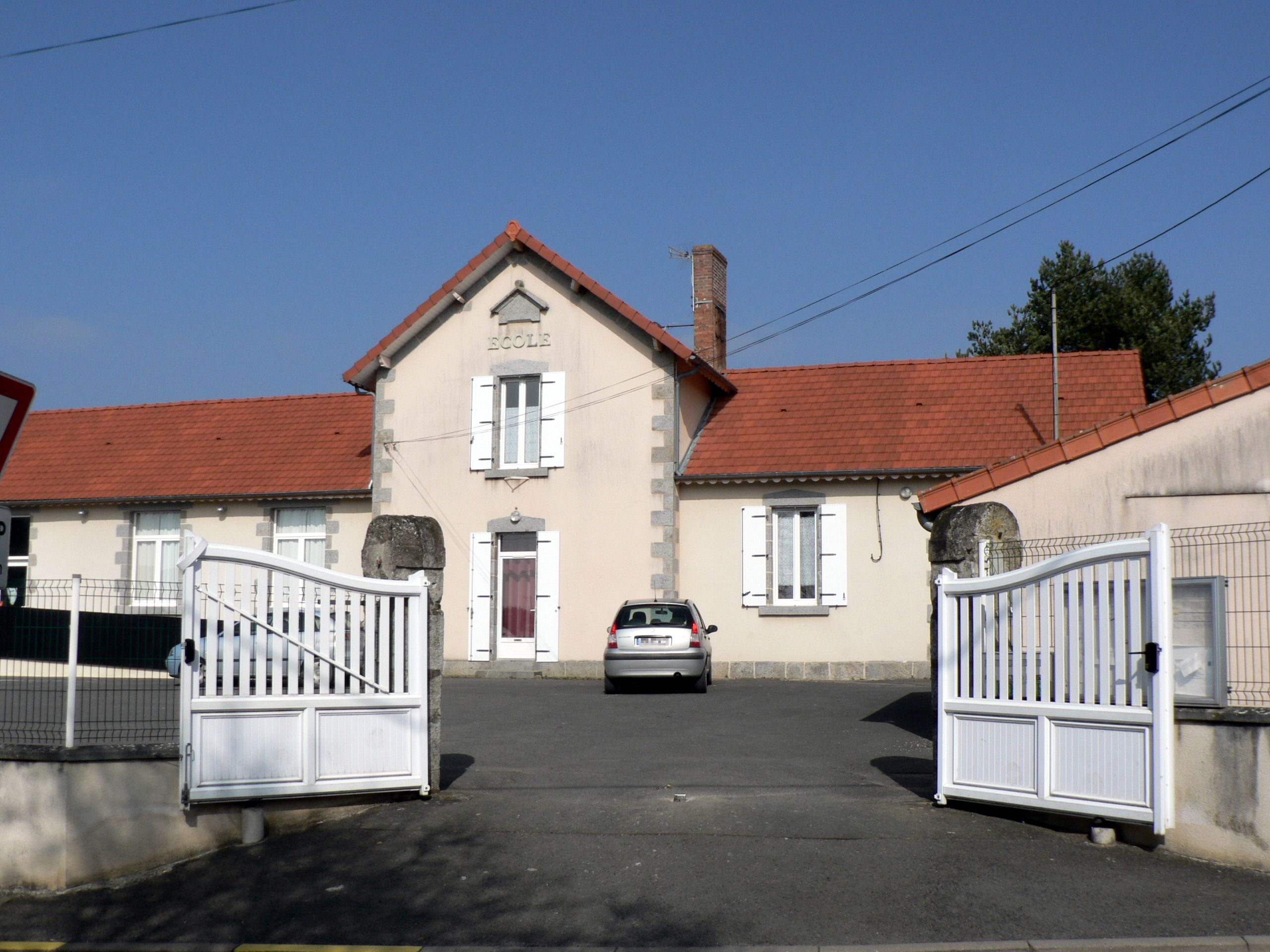
L'école élémentaire.

La commune dépend de l'académie de Poitiers. Elle administre une école maternelle et une école élémentaire (55 élèves). Ces écoles sont rattachées au regroupement pédagogique intercommunal (RPI) Boussais-Glénay administré par un SIVU commun aux deux communes. Elles bénéficient, depuis 2012, d'un restaurant scolaire géré par la municipalité. Une association des parents d’élèves organise des manifestations pour dégager des fonds destinés au financement d'activités pédagogiques et extra-scolaires (voyages, sorties).

### Santé
Il n'existe pas de service de santé à Glénay. Les cabinets médicaux, les services d'infirmerie et pharmacies les plus proches se situent à Saint-Varent à moins de 4 km. Le centre hospitalier du Nord Deux-Sèvres dispose d'un service d'urgence à Thouars et à Bressuire. Dans certains cas graves, les patients sont hospitalisés au CHU de Poitiers situé à 75 km.

### Associations et sports
Malgré son nombre d'habitants, la commune possède un tissu associatif riche. On compte, en 2019, 7 associations, dont la Glane (Club d'activités), Le Comité des Fêtes, l' ACCA (Association de Chasseurs), La Société de Pêche, Les Anciens Combattants et l'ARPEG (Association pour la restauration du patrimoine de l’église de Glenay).
Chaque année, durant le mois de juillet, sont organisées des compétitions d'autocross sur le circuit de Glénay situé sur le hameau de Beaumont.
Un court de tennis, situé rue du Breuil, est mis à la disposition des habitants de la commune.

### Équipements culturels

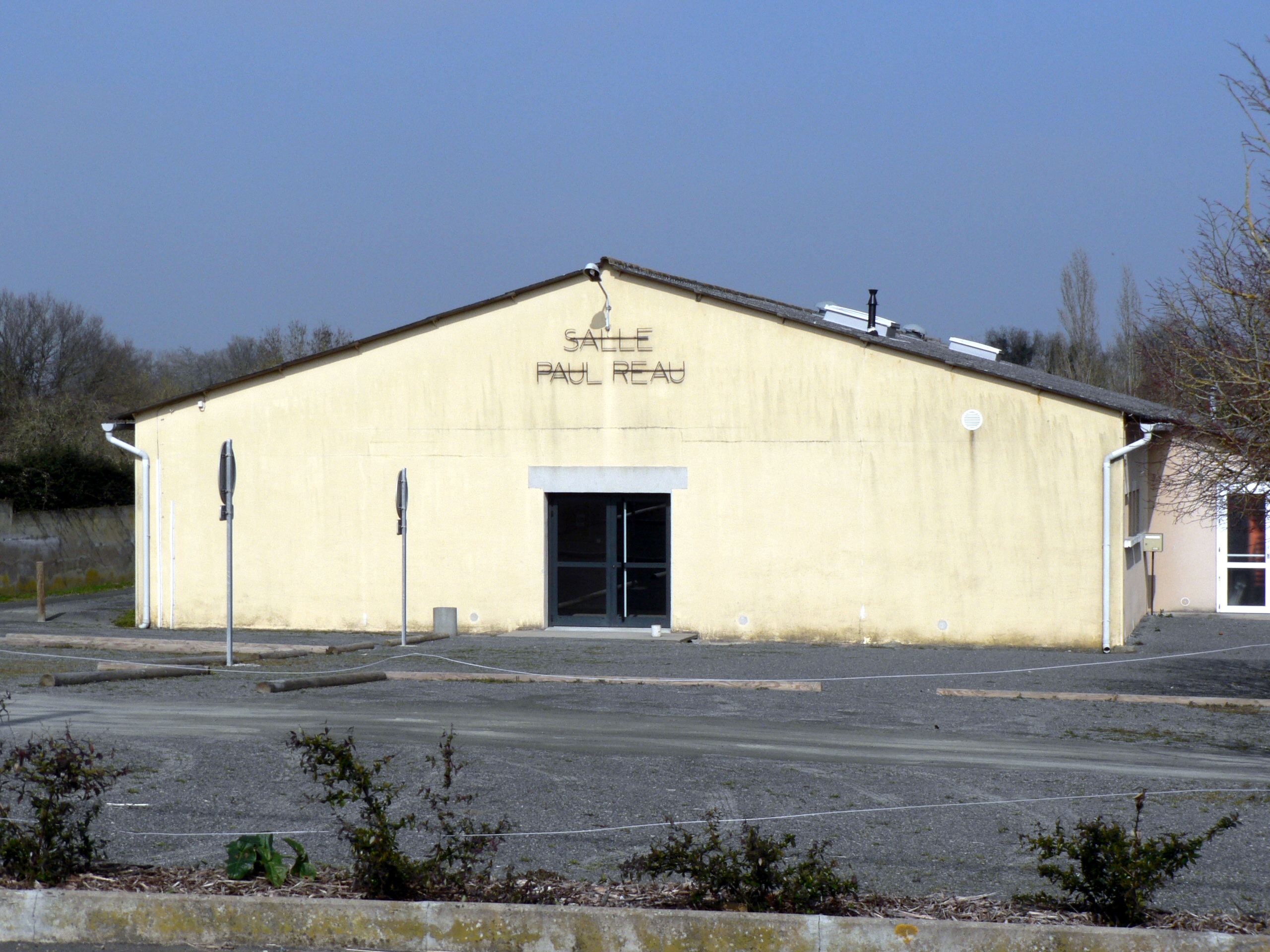
La salle communale Paul-Réau.

La salle communale Paul Réau est la plus grande du canton en capacité d'accueil (535 personnes). De nombreux événements y sont organisés au cours de l'année.

### Cultes
Glénay dépend du diocèse de Poitiers et appartient à la paroisse catholique Plaine et Bocage du secteur paroissial Thouarsais.
À l'origine, le cimetière du village était situé dans le centre du bourg devant l'église. Il a été déplacé vers la route du Breuil avant la moitié du XIXe siècle.

## Économie

### Revenus de la population et fiscalité
En 2010, le revenu fiscal médian par ménage était de 28 592 €, ce qui plaçait Glénay au 16 597e rang parmi les 31 525 communes de plus de 39 ménages en métropole.

### Entreprises
En 2009, la population âgée de 15 à 64 ans s'élevait à 338 personnes, parmi lesquelles on comptait 70,7 % d'actifs dont 68,6 % ayant un emploi et 2,1 % de chômeurs.
On comptait 106 emplois dans la commune, contre 188 en 1999. Le nombre d'actifs ayant un emploi résidant dans la commune étant de 232, l'indicateur de concentration d'emploi est de 45,8 %, ce qui signifie que la commune offre un emploi pour moins de deux habitants actifs.
Au 31 décembre 2010, Glénay comptait 31 établissements : vingt et un dans l’agriculture-sylviculture-pêche, deux dans l'industrie, trois dans la construction, trois dans le commerce-transports-services divers et trois relatifs au secteur administratif.
En 2011, une entreprise a été créée à Glénay, dans le domaine commerce-transports-services divers.
La plupart des entreprises sont directement liées au secteur agricole. La commune accueille aussi des entreprises telles qu'un fabricant de matériel pour l'élevage de lapins, une société de travaux publics, une société en optimisation de motorisation automobile.
Répartition des emplois par domaines d'activité (recensement de 2010)
|                              | Agriculture | Industrie | Construction | Commerce, transports, services divers | Administration publique, enseignement, santé, action sociale |
| ---------------------------- | ----------- | --------- | ------------ | ------------------------------------- | ------------------------------------------------------------ |
| Glénay                       | 65 %        | 6,3 %     | 9,4 %        | 9,4 %                                 | 9,4 %                                                        |
| Moyenne nationale            | 11,3 %      | 5,7 %     | 9,6 %        | 59,6 %                                | 13,8 %                                                       |
| Sources des données : INSEE. |             |           |              |                                       |                                                              |

### Énergie
Une ferme éolienne composée de neuf aérogénérateurs de trois mégawatts est située à l'est du bourg et à l'ouest de la D 738. La production annuelle prévue est de 60 GWh par an.

### Tourisme
Un itinéraire de Promenade et Randonnée fléché d'un longueur de 11 km parcourant la vallée du Thouaret et du Rau est possible à partir de la place de l'Église.
Un gite sur le hameau de Biard accueille les touristes tout au long de l'année.

## Culture locale et patrimoine

### Lieux et monuments

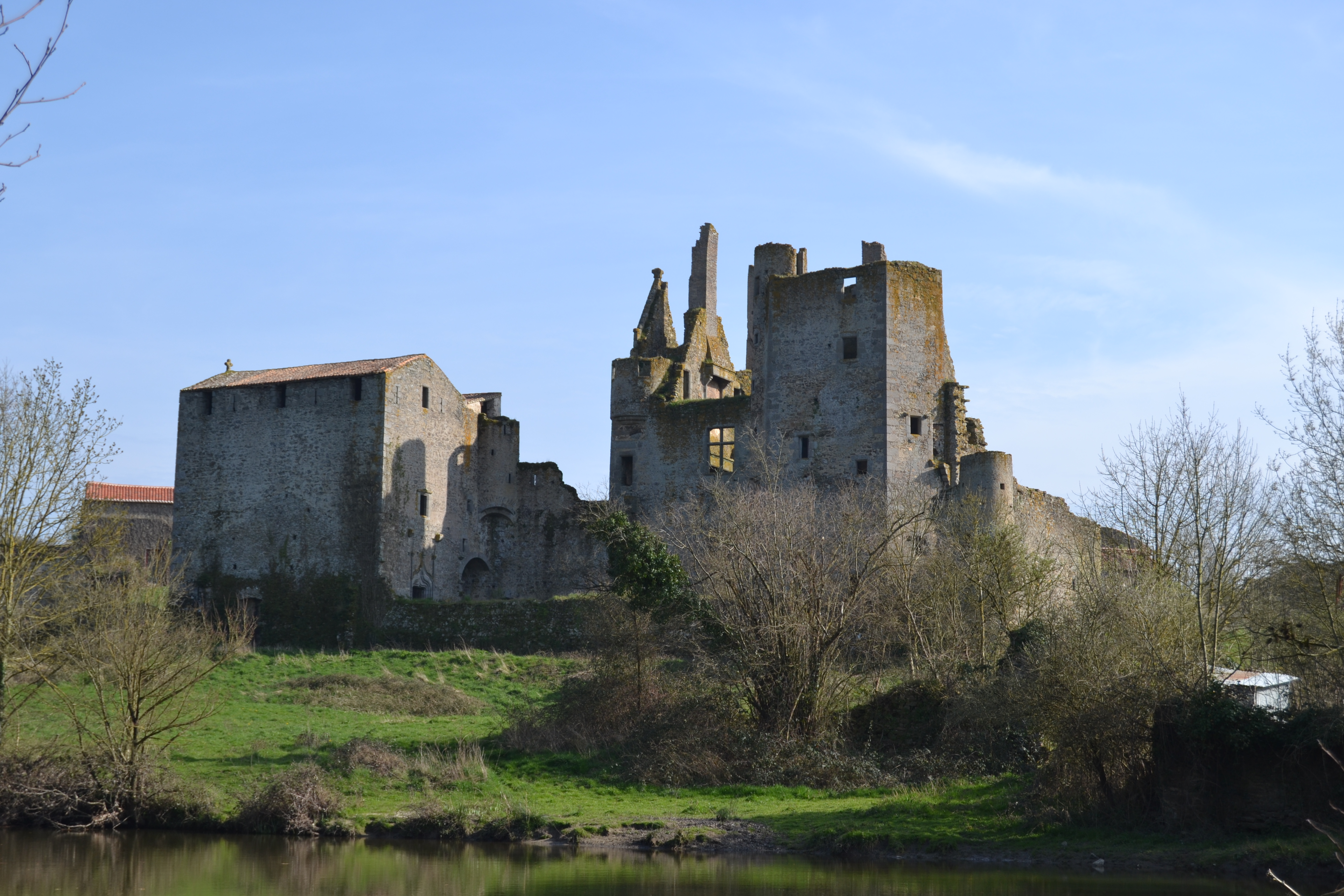
Le château.

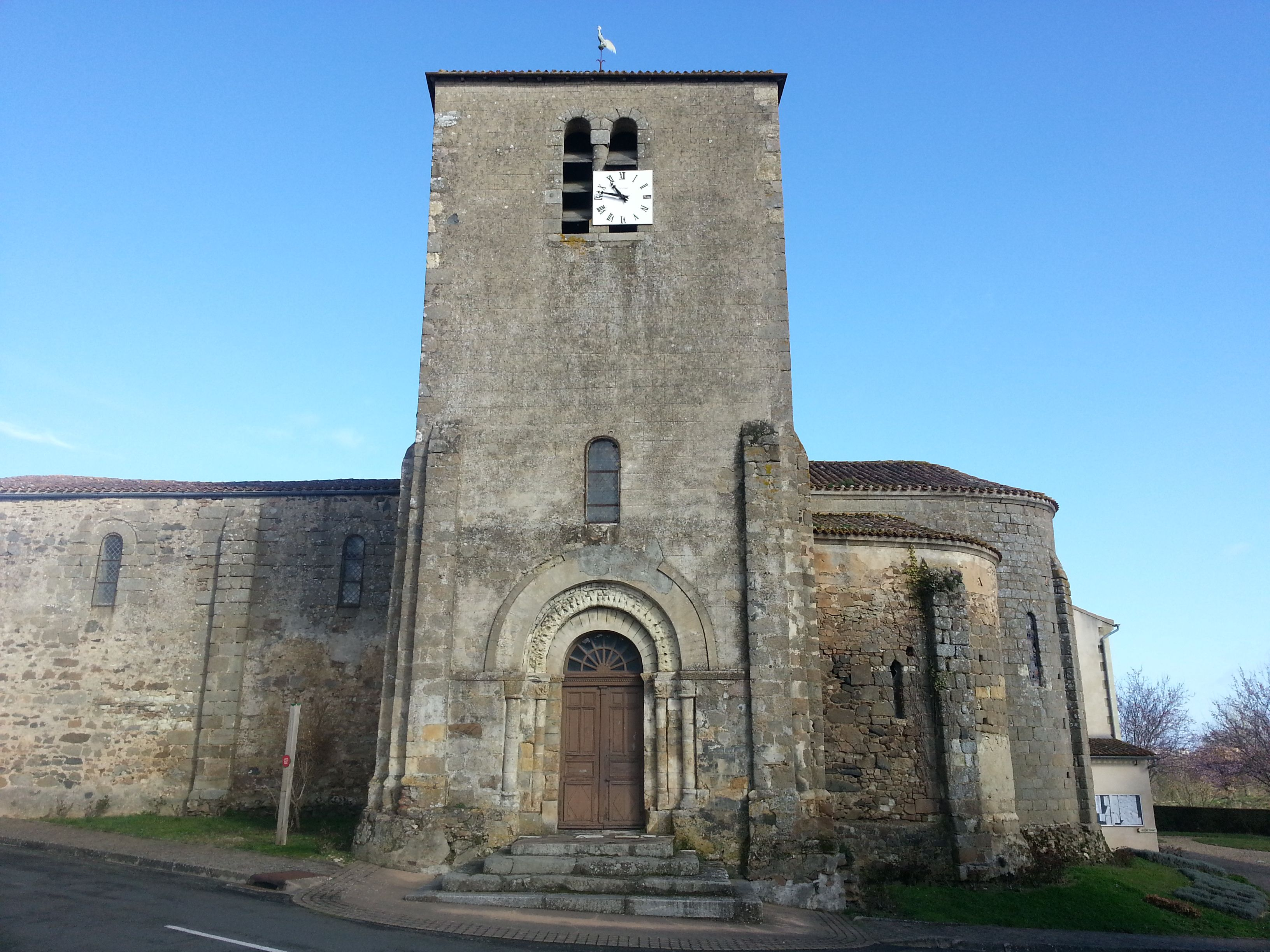
Église Saint-Martin.

#### Le château
Le château de Glénay est classé aux monuments historiques depuis le 31 juillet 2000. On peut en apercevoir les vestiges depuis la route de Pierrefitte.

#### Église Saint-Martin
L'église Saint-Martin, datant du XIIe siècle, est inscrite à l'inventaire des monuments historiques depuis le 11 octobre 1929. Elle est située au centre du bourg.

### Personnalités liées à la commune
- René de Vignerot de Pontcourlay, seigneur de Glénay, fidèle de Henri IV et beau-frère du cardinal de Richelieu,
- Marie-Madeleine de Vignerot, duchesse d'Aiguillon, née en 1604 au château de Glénay et baptisée à l'église Saint-Martin[59] a fondé, en 1639, l'Hôtel-Dieu de Québec[60].

### Héraldique
|  | Parti : au 1) d'or aux trois hures de sanglier de sable allumées et défendues d'argent, au 2) d'argent aux trois chevrons de gueules. L'origine venant pour le premier, des armoiries des Vignerot de Pont-Courlay et pour le second des armoiries d'Armand Jean du Plessis de Richelieu. |

## Pour approfondir